# Милан Вукос
Милан Вукос (Крагујевац, 27. јануар 1932 — Београд, 14. фебруар 2016) био је друштвено-политички радник, дугогодишњи директор Телевизије Београд, потпредседник Скупштине града Београда у време Бранка Пешића и амбасадор СФРЈ у Венецуели. Поред тога, био је и главни и одговорни уредник култног листа Студент и један од оснивача најзначајнијих манифестација културе у Београду, БИТЕФ-а, БЕМУС-а, ФЕСТ-а и Радости Европе. 

## Биографија
Милан Вукос рођен је у Крагујевцу 27. јануара 1932. године, где је завршио Крагујевачку гимназију. Већ у својим средњошколским данима почиње да се бави политиком и године 1949. постаје члан СКЈ. Прве политичке активности биле су бројне радне акције, након чега постаје организациони секретар Градског комитета Народне омладине у Крагујевцу. 
У Београд одлази 1951. године и уписује југословенску књижевност на Филозофском факултету. Током студија је био секретар Факултетског, а потом и Универзитетског комитета СКС. Након завршених студија, радио је као главни и одговорни уредник листа Студент, а био је и председик Савеза студената Београдског универзитета и председник Филмског фонда који је давао новац за нове филмове. 
Од 1959. године био је председник Комисије за идејно-политички рад Главног одбора ССРЈ, а 1963. године постаће и најмлађи секретар за културу СР Србије у то време, а затим и потпредседник градске владе задужен за културу у време Бранка Пешића. Током овог периода, утицао је на доношење Закона о библиотекама Србије из 1965. године, којим се Народној библиотеци, као централној матичној библиотеци у Србији, додељује посебно место на Светосавском платоу и важне функције. Помогао је у оснивању значајних културних манифестација попут БИТЕФ-а, БЕМУС-а, ФЕСТ-а и Радости Европе. Многи глумци и књижевници добили су тада станове, а сликари атељее. Покретач је доделе Октобарске награде.
Од 1972. до 1985. године био је директор Радио-телевизије Београд, у периоду често називаном „Златно доба телевизије". Године 1980. отвара Центар у Кошутњаку, први ТВ дом РТБ-а. 
Након тога именован је за амбасадора СФРЈ у Венецуели и за то време довео је два председника те државе у посету, а два министра спољних послова Југославије, посетила су Венецуелу. По повратку из Венецуеле, 1990. године, формално је био запослен у РТС-у, где је остао до пензионисања.
Преминуо је 14. фебруара 2016. и сахрањен је у Алеји заслужних грађана на Новом гробљу у Београду.
На иницијативу Скупштине Града Београда, 2021. године добија улицу у Београду, на територији општине Звездара.
У мају 2021. године у оквиру едиције Фестових 50, Библиотека града Београда издаје књигу "Улица Милана Вукоса - Споменар" чији је уредник чувени редитељ Александар Мандић.
Збирка Милана Вукоса налази се у Удружењу за културу, уметност и међународну сарадњу „Адлигат” у Београду. 

## Збирка Милана Вукоса
Миланова супруга, Стеванка Чешљаров, новинарка РТС-а, 2018. годинне формирала је Збирку Милана Вукоса у Удружењу за културу, уметност и међународну сарадњу „Адлигат” у Београду. Збирка садржи бројне фотографије, награде, предмете и књиге из библиотеке Милана Вукоса.

## Одликовања
- Орден ослободиоца, Велики крст (Венецуела).